# Martina Müller (tennis)
Pour les articles homonymes, voir Müller et Martina Müller.
Martina Müller (née le 11 octobre 1982 à Hanovre) est une joueuse de tennis allemande, professionnelle depuis 1999.
Elle a gagné deux tournois WTA (un en simple, un en double).

## Palmarès

### Titre en simple dames
| No | Date       | Nom et lieu du tournoi  | Catégorie | Dotation  | Surface      | Finaliste       | Score         |          |
| -- | ---------- | ----------------------- | --------- | --------- | ------------ | --------------- | ------------- | -------- |
| 1  | 15/04/2002 | Budapest Open, Budapest | Tier V    | 110 000 $ | Terre (ext.) | Myriam Casanova | 6-2, 3-6, 6-4 | Parcours |

### Finale en simple dames
| No | Date       | Nom et lieu du tournoi            | Catégorie | Dotation  | Surface      | Vainqueure   | Score    |          |
| -- | ---------- | --------------------------------- | --------- | --------- | ------------ | ------------ | -------- | -------- |
| 1  | 16/07/2007 | Internazionali Femminili, Palerme | Tier IV   | 145 000 $ | Terre (ext.) | Ágnes Szávay | 6-0, 6-1 | Parcours |

### Titre en double dames
| No | Date       | Nom et lieu du tournoi  | Catégorie | Dotation  | Surface      | Partenaire        | Finalistes                      | Score    |          |
| -- | ---------- | ----------------------- | --------- | --------- | ------------ | ----------------- | ------------------------------- | -------- | -------- |
| 1  | 17/06/2002 | Ordina Open Bois-le-Duc | Tier III  | 170 000 $ | Gazon (ext.) | Catherine Barclay | Bianka Lamade Magdalena Maleeva | 6-4, 7-5 | Parcours |

### Finales en double dames
| No | Date       | Nom et lieu du tournoi                  | Catégorie | Dotation  | Surface      | Vainqueures                      | Partenaire           | Score     |          |
| -- | ---------- | --------------------------------------- | --------- | --------- | ------------ | -------------------------------- | -------------------- | --------- | -------- |
| 1  | 22/05/2006 | Internationaux de Strasbourg Strasbourg | Tier III  | 175 000 $ | Terre (ext.) | Liezel Huber Martina Navrátilová | Andreea Vanc         | 6-2, 7-61 | Parcours |
| 2  | 23/04/2007 | Grand Prix Budapest                     | Tier III  | 175 000 $ | Terre (ext.) | Ágnes Szávay Vladimíra Uhlířová  | Gabriela Navrátilová | 7-5, 6-2  | Parcours |
| 3  | 31/12/2007 | ASB Classic Auckland                    | Tier IV   | 145 000 $ | Dur (ext.)   | Mariya Koryttseva Lilia Osterloh | B. Z. Strýcová       | 6-3, 6-4  | Parcours |
| 4  | 18/02/2008 | Copa Colsanitas Santander Bogota        | Tier III  | 185 000 $ | Terre (ext.) | Iveta Benešová Bethanie Mattek   | Jelena Kostanić      | 6-3, 6-3  | Parcours |

## Parcours en Grand Chelem

### En simple dames
| Année | Open d'Australie | Open d'Australie   | Internationaux de France | Internationaux de France | Wimbledon       | Wimbledon           | US Open         | US Open          |
| ----- | ---------------- | ------------------ | ------------------------ | ------------------------ | --------------- | ------------------- | --------------- | ---------------- |
| 2001  | -                | -                  | -                        | -                        | -               | -                   | 1er tour (1/64) | Denisa Chládková |
| 2002  | 2e tour (1/32)   | Nicole Pratt       | 2e tour (1/32)           | Elena Likhovtseva        | 1er tour (1/64) | Denisa Chládková    | 3e tour (1/16)  | Venus Williams   |
| 2003  | 1er tour (1/64)  | A. Serra Zanetti   | 1er tour (1/64)          | Vera Zvonareva           | -               | -                   | -               | -                |
| 2005  | -                | -                  | -                        | -                        | -               | -                   | 1er tour (1/64) | Kim Clijsters    |
| 2006  | 2e tour (1/32)   | Nadia Petrova      | 2e tour (1/32)           | Francesca Schiavone      | 2e tour (1/32)  | Anastasia Myskina   | 2e tour (1/32)  | Shahar Peer      |
| 2007  | 2e tour (1/32)   | Elena Dementieva   | 2e tour (1/32)           | Dominika Cibulková       | 2e tour (1/32)  | Agnieszka Radwańska | 1er tour (1/64) | Maria Kirilenko  |
| 2008  | 1er tour (1/64)  | Pauline Parmentier | 1er tour (1/64)          | Karin Knapp              | 1er tour (1/64) | M. J. Martínez      | -               | -                |

À droite du résultat, l’ultime adversaire.

### En double dames
| Année | Open d'Australie              | Open d'Australie            | Internationaux de France     | Internationaux de France  | Wimbledon                     | Wimbledon                   | US Open                       | US Open                    |
| ----- | ----------------------------- | --------------------------- | ---------------------------- | ------------------------- | ----------------------------- | --------------------------- | ----------------------------- | -------------------------- |
| 2002  | 2e tour (1/16) B. Rittner     | V. Ruano Paola Suárez       | -                            | -                         | -                             | -                           | 1er tour (1/32) Marta Marrero | N. Dechy Meilen Tu         |
| 2003  | 1er tour (1/32) C. Barclay    | Kirstin Freye Dragana Zarić | 2e tour (1/16) Bianka Lamade | E. Gagliardi P. Schnyder  | 1er tour (1/32) Bianka Lamade | Silvia Farina T. Garbin     | -                             | -                          |
| 2004  | -                             | -                           | 1er tour (1/32) Julie Ditty  | Li Ting Sun Tiantian      | -                             | -                           | -                             | -                          |
| 2005  | 1er tour (1/32) Julia Schruff | Lisa Raymond Rennae Stubbs  | -                            | -                         | -                             | -                           | -                             | -                          |
| 2006  | -                             | -                           | 2e tour (1/16) S. Arvidsson  | D. Hantuchová Ai Sugiyama | 1er tour (1/32) S. Arvidsson  | M. Bartoli Shahar Peer      | 1er tour (1/32) S. Arvidsson  | Květa Peschke F. Schiavone |
| 2007  | 2e tour (1/16) E. Bychkova    | Anabel Medina Sania Mirza   | 2e tour (1/16) Navrátilová   | M. Camerin Gisela Dulko   | 1er tour (1/32) Navrátilová   | B. Mattek B. Stewart        | 1er tour (1/32) Navrátilová   | C. Morariu Shaughnessy     |
| 2008  | 2e tour (1/16) J. Kostanić    | Květa Peschke Rennae Stubbs | 1er tour (1/32) Kudryavtseva | Yan Zi Zheng Jie          | 1er tour (1/32) S. Bammer     | Květa Peschke Rennae Stubbs | 1er tour (1/32) S. Bammer     | Domachowska C. Wozniacki   |
| 2009  | 2e tour (1/16) Ayumi Morita   | S. Williams V. Williams     | -                            | -                         | -                             | -                           | -                             | -                          |

Sous le résultat, la partenaire ; à droite, l’ultime équipe adverse.

### En double mixte
| Année | Open d'Australie | Open d'Australie | Internationaux de France | Internationaux de France | Wimbledon              | Wimbledon               | US Open                       | US Open                    |
| 2007  | -                | -                | -                        | -                        | 1er tour (1/32) C. Kas | R. Voráčová J. Levinský | 1er tour (1/16) Ashley Fisher | A. Harkleroad J. Gimelstob |

Sous le résultat, le partenaire ; à droite, l’ultime équipe adverse.

## Parcours en Fed Cup
| #                                                                      | Date       | Lieu         | Surface      | Gagnante(s)                    | Perdante(s)                     | Score            |          |
|                                                                        |            |              |              |                                |                                 |                  |          |
| 2001 - Round robin (groupe mondial) - Belgique - Allemagne - 3 : 0     |            |              |              |                                |                                 |                  |          |
| 1                                                                      | 07/11/2001 | Madrid       | Terre (int.) | Justine Henin                  | Martina Müller                  | 6-3, 6-1         | Parcours |
|                                                                        |            |              |              |                                |                                 |                  |          |
| 2001 - Round robin (groupe mondial) - Australie - Allemagne - 0 : 3    |            |              |              |                                |                                 |                  |          |
| 2                                                                      | 08/11/2001 | Madrid       | Terre (int.) | Martina Müller Scarlett Werner | Rachel McQuillan Nicole Pratt   | 4-6, 6-2, 6-4    | Parcours |
|                                                                        |            |              |              |                                |                                 |                  |          |
| 2001 - Round robin (groupe mondial) - Espagne - Allemagne - 2 : 1      |            |              |              |                                |                                 |                  |          |
| 3                                                                      | 09/11/2001 | Madrid       | Terre (int.) | Martina Müller                 | Conchita Martínez               | 6-1, 7-5         | Parcours |
| 3                                                                      | 09/11/2001 | Madrid       | Terre (int.) | Virginia Ruano Arantxa Sánchez | Bianka Lamade Martina Müller    | 6-3, 2-6, 6-0    | Parcours |
|                                                                        |            |              |              |                                |                                 |                  |          |
| 2002 - 1er tour (groupe mondial) - Allemagne - Russie - 3 : 2          |            |              |              |                                |                                 |                  |          |
| 4                                                                      | 27/04/2002 | Dresde       | Terre (ext.) | Elena Dementieva               | Martina Müller                  | 6-4, 6-2         | Parcours |
| 4                                                                      | 27/04/2002 | Dresde       | Terre (ext.) | Anastasia Myskina              | Martina Müller                  | 7-65, 6-74, 11-9 | Parcours |
|                                                                        |            |              |              |                                |                                 |                  |          |
| 2002 - 1/4 de finale (groupe mondial) - Espagne - Allemagne - 5 : 0    |            |              |              |                                |                                 |                  |          |
| 5                                                                      | 20/07/2002 | Majorque     | Terre (ext.) | Marta Marrero                  | Martina Müller                  | 6-1, 6-1         | Parcours |
| 5                                                                      | 20/07/2002 | Majorque     | Terre (ext.) | Arantxa Sánchez                | Martina Müller                  | 3-6, 6-2, 6-3    | Parcours |
|                                                                        |            |              |              |                                |                                 |                  |          |
| 2003 - 1er tour (groupe mondial) - Allemagne - Slovaquie - 2 : 3       |            |              |              |                                |                                 |                  |          |
| 6                                                                      | 26/04/2003 | Ettenheim    | Terre (ext.) | Martina Müller Barbara Rittner | Eva Fislová Ľubomíra Kurhajcová | 7-5, 7-64        | Parcours |
|                                                                        |            |              |              |                                |                                 |                  |          |
| 2006 - 1/4 de finale (groupe mondial) - Allemagne - États-Unis - 2 : 3 |            |              |              |                                |                                 |                  |          |
| 7                                                                      | 22/04/2006 | Ettenheim    | Terre (ext.) | Jamea Jackson                  | Martina Müller                  | 7-62, 6-2        | Parcours |
|                                                                        |            |              |              |                                |                                 |                  |          |
| 2008 - Barrage (groupe mondial I) - Argentine - Allemagne - 3 : 2      |            |              |              |                                |                                 |                  |          |
| 8                                                                      | 26/04/2008 | Buenos Aires | Terre (ext.) | Martina Müller                 | Jorgelina Cravero               | 6-1, 6-0         | Parcours |
| 8                                                                      | 26/04/2008 | Buenos Aires | Terre (ext.) | Gisela Dulko                   | Martina Müller                  | 6-2, 6-4         | Parcours |

## Classements WTA en fin de saison

### En simple
| Année | 1998 | 1999 | 2000 | 2001 | 2002 | 2003 | 2004 | 2005 | 2006 | 2007 | 2008 | 2009 |
| Rang  | 783  | 386  | 435  | 104  | 70   | 327  | 182  | 109  | 34   | 54   | 185  | 481  |

Source : (en) « Classements de Martina Müller (tennis) », sur le site officiel du WTA Tour

### En double
| Année | 1998 | 1999 | 2000 | 2001 | 2002 | 2003 | 2004 | 2005 | 2006 | 2007 | 2008 | 2009 |
| Rang  | 189  | 189  | 189  | 189  | 98   | 136  | 126  | 125  | 80   | 69   | 96   | 180  |

Source : (en) « Classements de Martina Müller (tennis) », sur le site officiel du WTA Tour